# Zespół programistów
Zespół programistów (ang. programming team) – zespół ludzi, którzy opracowują lub utrzymują oprogramowanie komputerowe. Zespół może być zorganizowany na wiele sposobów, przykładowo jako chief programmer team w którym zespół składa się z 1 programisty-lidera i od kilku do kilkunastu innych programistów.